# مايكروبايثون
مايكروبايثون (بالإنجليزية: MicroPython)‏ هي تنفيذ للغة بايثون يتضمن مجموعة من مكتبات بايثون القياسية مخصصة للعمل على المتحكمات الدقيقة، ومكتوب بلغة سي. وتتيح التعامل مع العتاد على المستوى الأدنى. تتضمن مايكروبايثون مجمعًا كاملًا وبيئة تشغيل للعمل على عتاد المتحكمات الدقيقة. ويتاح للمستخدم واجهة لتنفيذ الأوامر المدعومة مباشرة. المشروع مفتوح المصدر وهو متاح على جت هاب بترخيص إم آي تي.
طُور تطبيق آخر للمتحكمات الدقيقة بالاعتماد على مايكروبايثون وسُمي سركت بايثون CiruitPython، وهي نسخة من مايكروبايثون تهدف إلى أن تكون سهلة الاستخدام وموجهة للأغراض التعليمية. لكن التطبيقين لا يدعمان نفس أنواع المتحكمات الدقيقة إلى حد ما. (مثلًا: تدعم سركت بايثون لوحات SAM D21 و D51 من أتمل، إلا أنها لم تعد توفر الدعم لمتحكمات ESP32.

## روابط خارجية
- مايكروبايثون على موقع Open Hub (الإنجليزية)